# André Alsanati
André Alsanati, född 6 januari 2000, är en svensk-irakisk fotbollsspelare som spelar för irakiska Al-Mina'a SC, utlånad från IK Sirius.

## Karriär

### Klubbkarriär
André Alsanatis moderklubb är Triangelns IK. Därifrån gick han vidare till IFK Eskilstuna, där han som 14-åring begick sin seniordebut i division 3. Via stadsrivalen Eskilstuna City, vilka han representerade i division 2, flyttade Alsanati som 16-åring till Hammarby IF.
Efter två och en halv säsong i U19-laget skrev Alsanati i januari 2019 på ett A-lagskontrakt med Hammarby. Kort därpå blev det klart att Alsanati skulle ingå i samarbetsavtalet mellan Hammarby IF och IK Frej, och tillbringa säsongen 2019 på lån hos Frej.
I Superettanpremiären mot IK Brage fanns Alsanati med i startelvan - och begick således sin debut i elitfotbollen. Totalt blev det 13 matcher i Superettan för Alsanati under vårsäsongen, varpå han återvände till Hammarby IF. Även säsongen 2020 spelade Alsanati 13 ligamatcher för IK Frej. Efter säsongen kom han överens med Hammarby om att lämna klubben.
I januari 2021 värvades Alsanati av AFC Eskilstuna, där han skrev på ett tvåårskontrakt med option på ytterligare ett år.
I november 2022 blev Alsanati värvad av IK Sirius.

## Karriärstatistik
| Klubb              | Säsong             | Liga                      | Liga    | Liga | Nationell cup | Nationell cup | Totalt  | Totalt |
| Klubb              | Säsong             | Division                  | Matcher | Mål  | Matcher       | Mål           | Matcher | Mål    |
| ------------------ | ------------------ | ------------------------- | ------- | ---- | ------------- | ------------- | ------- | ------ |
| IFK Eskilstuna     | 2014               | Division 3 Södra Svealand | 3       | 1    | 0             | 0             | 3       | 1      |
| Eskilstuna City FK | 2015               | Division 2 Södra Svealand | 20      | 3    | 0             | 0             | 20      | 3      |
| Eskilstuna City FK | 2016               | Division 2 Södra Svealand | 2       | 0    | 0             | 0             | 2       | 0      |
| Eskilstuna City FK | Totalt             | Totalt                    | 22      | 3    | 0             | 0             | 22      | 3      |
| IK Frej (lån)      | 2019               | Superettan                | 13      | 0    | 0             | 0             | 13      | 0      |
| IK Frej (lån)      | 2020               | Ettan Norra               | 13      | 0    | 0             | 0             | 13      | 0      |
| IK Frej (lån)      | Totalt             | Totalt                    | 26      | 0    | 0             | 0             | 26      | 0      |
| AFC Eskilstuna     | 2021               | Superettan                | 27      | 3    | 4             | 0             | 31      | 3      |
| AFC Eskilstuna     | 2022               | Superettan                | 28      | 6    | 0             | 0             | 28      | 6      |
| AFC Eskilstuna     | Totalt             | Totalt                    | 55      | 9    | 4             | 0             | 59      | 9      |
| Totalt i karriären | Totalt i karriären | Totalt i karriären        | 106     | 13   | 4             | 0             | 110     | 13     |